# Qohir Rasulzoda
Qohir Rasulzoda (in tagiko: Қоҳир Расулзода, in persiano: قاهر رسول‌زاده', in russo Кохир Расулзада?, Kohir Rasulzada; Khistevarz, 8 marzo 1961) è un politico tagiko.
Nato come Abduqohir Abdurasulovič Nazirov, nel maggio 2007 ha cambiato il suo nome in quello attuale in base alla legge del presidente Emomalī Rahmon. Nel 1982 si è laureato presso l'Università agraria tagika Shirinsho Shotemur, specializzandosi in ingegneria idraulica, e nel 2008 in Scienze tecniche presso l'Accademia presidenziale russa dell'economia nazionale e della pubblica amministrazione. Dal 23 novembre 2013 ricopre la carica di Primo ministro del Tagikistan, ed in precedenza è stato il capo della provincia di Suǧd. È membro del Partito Democratico Popolare del Tagikistan.